# Palladium Hotel Group
Palladium Hotel Group es el nombre del 7º grupo hotelero español y parte del Grupo de Empresas Matutes que, hasta noviembre de 2012, se conocía como "Fiesta Hotel Group". Es una multinacional española con sede en la Isla Balear de Ibiza. Cuenta con una trayectoria de 50 años en el sector hotelero de la isla y progresivamente se ha expandido a lo largo del planeta. Su principal propietario es el político Abel Matutes, el cual fue ministro de Asuntos Exteriores de España desde 1996 hasta el año 2000. En 2021 contaba con 48 establecimientos Hoteleros en los siguientes destinos: España, Italia, República Dominicana, México, Jamaica y Brasil.

## Historia

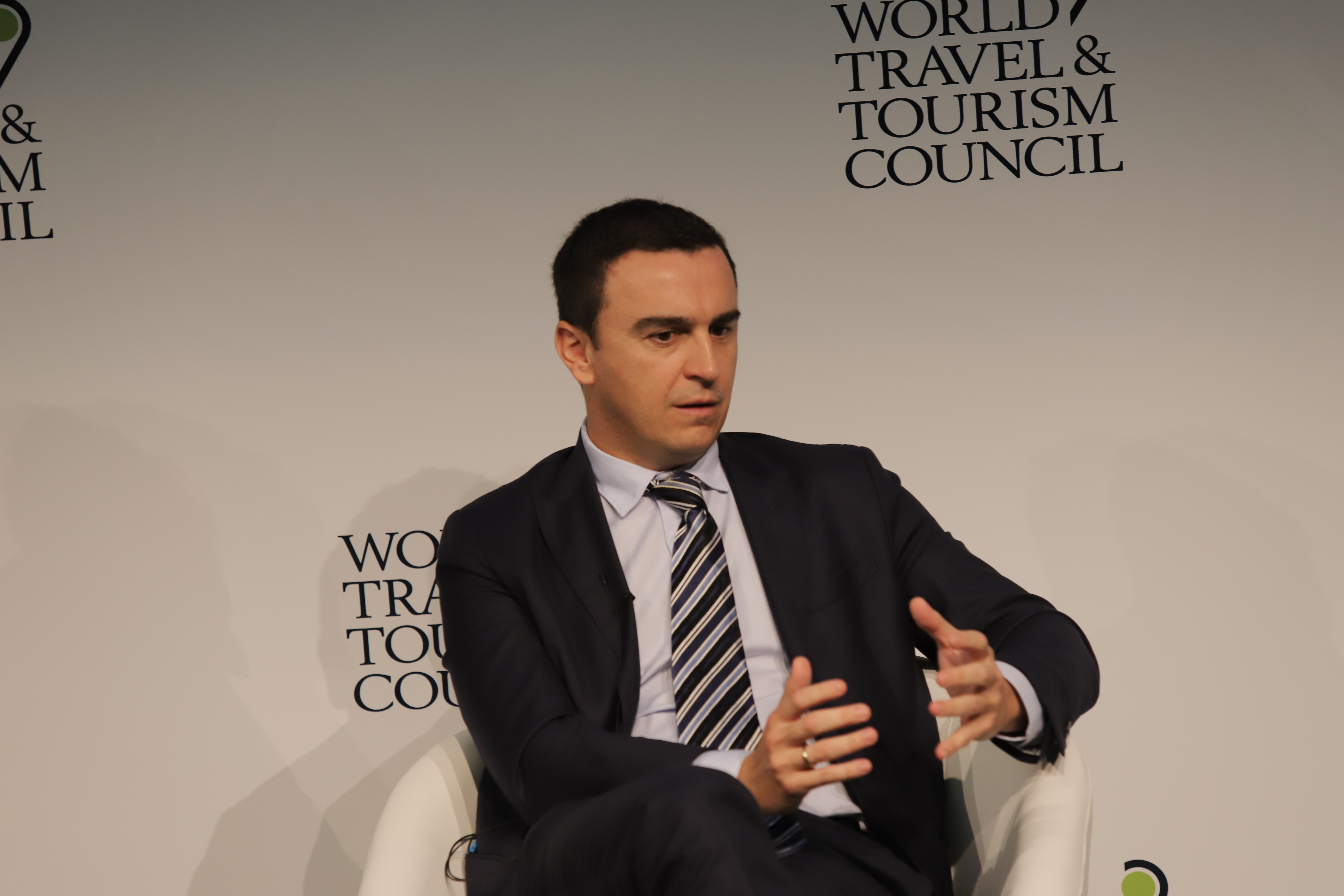
Presidente, Abel Matutes Prats

Durante la rápida ascensión turística que sufrían las islas baleares a finales de los década de 1960, la familia Matutes inauguró 2 hoteles en Ibiza. Años después, durante los años 1970, se expandió hacia Menorca y Mallorca, época durante la cual también apareció la insignia Fiesta Hotels & Resorts.
En los años 1980, se introdujo en las Islas Canarias, inaugurando dos establecimientos en Tenerife y un tercero en Fuerteventura. Durante la década de 1990, inició su expansión hacia el Caribe inaugurando 3 lujosos resortes en playa Bávaro (República Dominicana) y un hotel en Santo Domingo. Con la inauguración de este último, se introdujo en el sector de hoteles de ciudad. Posteriormente, inauguró dos establecimientos más en Valencia y en Madrid.
En el 2008 la compañía puso en marcha un plan estratégico que durará hasta el 2012. Su expansión y mejora de los establecimientos existentes cuenta con un presupuesto de alrededor de 420 millones de euros, de los cuales más de 300 serán destinados a los hoteles de las marcas The Royal Suites y Grand Palladium. El plan pretende asegurar la sostenibilidad y el crecimiento del grupo a nivel mundial. Además incorporará nuevos proyectos como campos de golf y spas.
En el 2011, la cadena puso en marcha una nueva marca que se llama Ushuaïa Ibiza Beach Hotel en Ibiza (ciudad) que consiste en un concepto de hotel-club con actuaciones de música electrónica en directo, que fue ampliado en 2013 con la apertura del Ushuaïa Tower, un edificio anexo al anterior que forma complejo hotelero con él.
En octubre de 2012, la cadena inició un proceso de cambio de nombre y marca, adoptando el de su producto de lujo, y pasando a llamarse Palladium Hotel Group en lugar de Fiesta Hotel Group.
En el 2014, la cadena abrió en Ibiza (ciudad) el primer hotel de la marca Hard Rock en Europa, con el Hard Rock Hotel Ibiza.

## Mallorca
En Mallorca cuenta con cuatro establecimientos en el complejo turístico de Magaluf, enfocados a turismo juvenil. La plantilla de trabajo suma alrededor de 140 empleados que proveen servicios las 24 horas.
- Mallorca Rocks Hotel Building 1
- Mallorca Rocks Hotel Building 2
- Mallorca Rocks Apartments
- Fresh Aparthotel Sáhara